# Festival Hurricane
Festival Hurricane je hudební festival, který se koná každý rok v německém Scheeßelu (poblíž Brém). Vystupují na něm alternativní i mainstreamové rockové kapely, podstatnou část programu tvoří též domácí kapely. Živý přenos jednotlivých koncertů má na starosti hudební kanál VIVA, německá odnož MTV.
Poprvé se konal v roce 1973 a přišlo na něj 52 000 lidí, v průběhu let návštěvnost rostla až na dnešních 75 000 lidí (2008). Z tohoto důvodu se v roce 1999 poprvé konal Festival Southside a to ve stejném termínu a se stejným programem jako Hurricane. Ten proto bývá označován jako jeho mateřský festival.